# Eich (Wermelskirchen)
Die Eich ist eine Straße in Wermelskirchen, Rheinisch-Bergischer Kreis, Nordrhein-Westfalen. Sie verläuft von der Burger Straße im Südwesten zur Kölner Straße und Telegrafenstraße im Nordosten. Bis zum Bau der Dellmannstraße, eines Abschnitts der heutigen Bundesstraße 51, war die Eich die Hauptverkehrsachse von Wermelskirchen. Der Straßenname leitet sich von der Hofschaft „Eich“ her, die im Stadtwappen symbolisch als Eiche dargestellt ist – gemeinsam mit einem Schwarzschwan für die Hofschaft „Schwanen“ und einer Kirche für die Hofschaft „Kirchdorf“. Ein Bezug des Namens „Eich“ zu den sieben Schöffeneichen am Schwanenplatz, die zum einstigen Bornefelder Gericht gehörten, ist auszuschließen.

## Anfänge
Die Erstnennung der Eich findet sich 1379 mit „Ecke van der Eeck“. Am 24. August 1462 ernannte Herzog Gerhard von Berg den „Wilhelm zor Eych“, dem er 634 Florin schuldet, bis zur Abzahlung dieser Schuld zum „Kellner“ auf Schloss Burg. Gleichzeitig erhielt Wilhelm „Geleit“. Im Jahre 1469 zahlte „eyne maitgen op me gaedam“ (also „ein Mädchen auf dem Gaddem“) vier Albus an Steuern.
Das Kellneramt auf Schloss Burg war eine nicht unbedeutende Funktion in der damaligen Landesverfassung. Der „Kellner“ war als Burgbeamter zuständig für das leibliche Wohl der Burgbesatzung. Die Bezeichnung leitete sich ab von dem Keller, in dem die herrschaftlichen Naturaleinkünfte lagerten. Zu den Aufgaben des „Kellners“ gehörte die Erhebung und Abrechnung der landesherrlichen Einnahmen, die in Amtskeller und -scheuer gesammelt wurden, sowie die Anlage von Zins- und Einnahmenregistern. Auf Schloss Burg besaß der „Kellner“ auch die niedere Gerichtsbarkeit. Das erste erhaltene Burger Lagerbuch wurde 1692 erstellt.
Das „Geleit“ wird sich auf den allgemeinen Schutz und Schirm des Landesherrn bezogen haben. Die Summe von 634 Florin, auch Gulden genannt, stellte einen nicht unerheblichen Wert dar und entsprach etwa einem Bauerngut.

## Die Eich als Zollstation

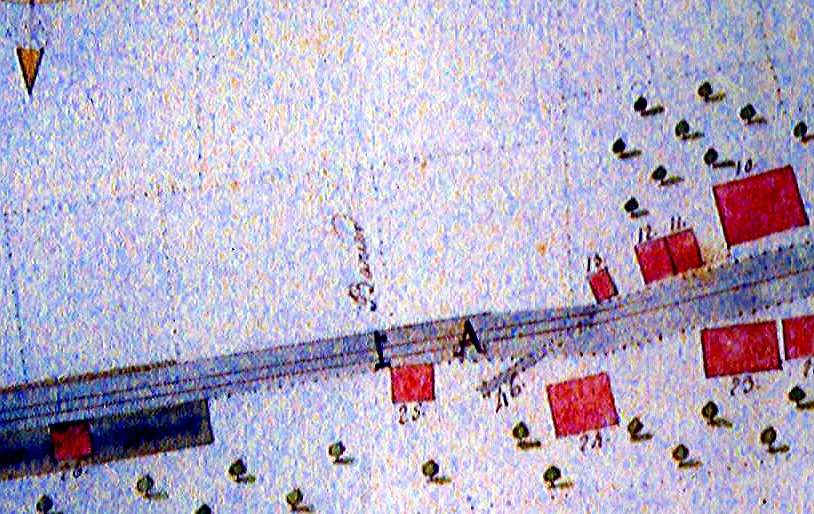
Zollstelle auf der Eich, Karte des Landmessers Joh. Pet. Brass, 1802

Die Eich lag an dem weiträumigen Handelsweg von Brügge nach Köln und weiter nach Dortmund bis ins Baltikum und nach Novgorod. Um 1774 bis 1776 wurde unter Kurfürst Carl Theodor ein Teil dieses bedeutenden Handelswegs zur Chaussee ausgebaut. Ein Plan zur Anlage dieser Chaussee liegt vor. An dieser stark frequentierten Fernverbindung lagen viele Zollstellen.
Schon für 1398 wird eine Zollstelle für Lennep mit einem Beizoll in Wermelskirchen bezeugt. Auf einer Karte von 1802 wird die Zollstelle auf der Eich mit einem Schlagbaum symbolisiert und mit „Barriere“ beschriftet. „10.“ bezeichnet das heutige Hotel zur Eich, „46.“ die Einmündung der heutigen Telegrafenstraße. Einer der letzten Zolleinnehmer war Peter Schmidt zur Eich (1768–1817).

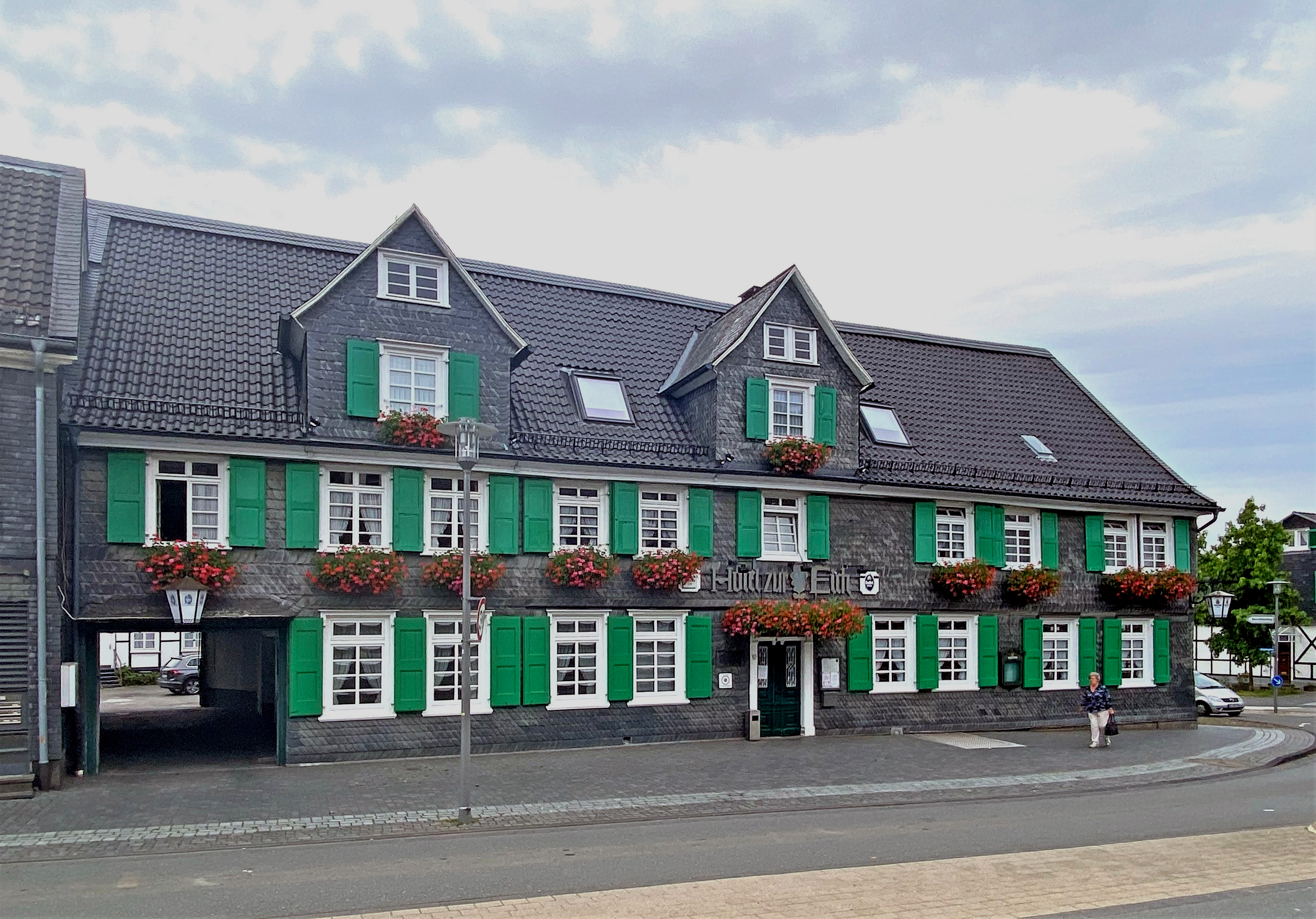
Heutiges Hotel zur Eich
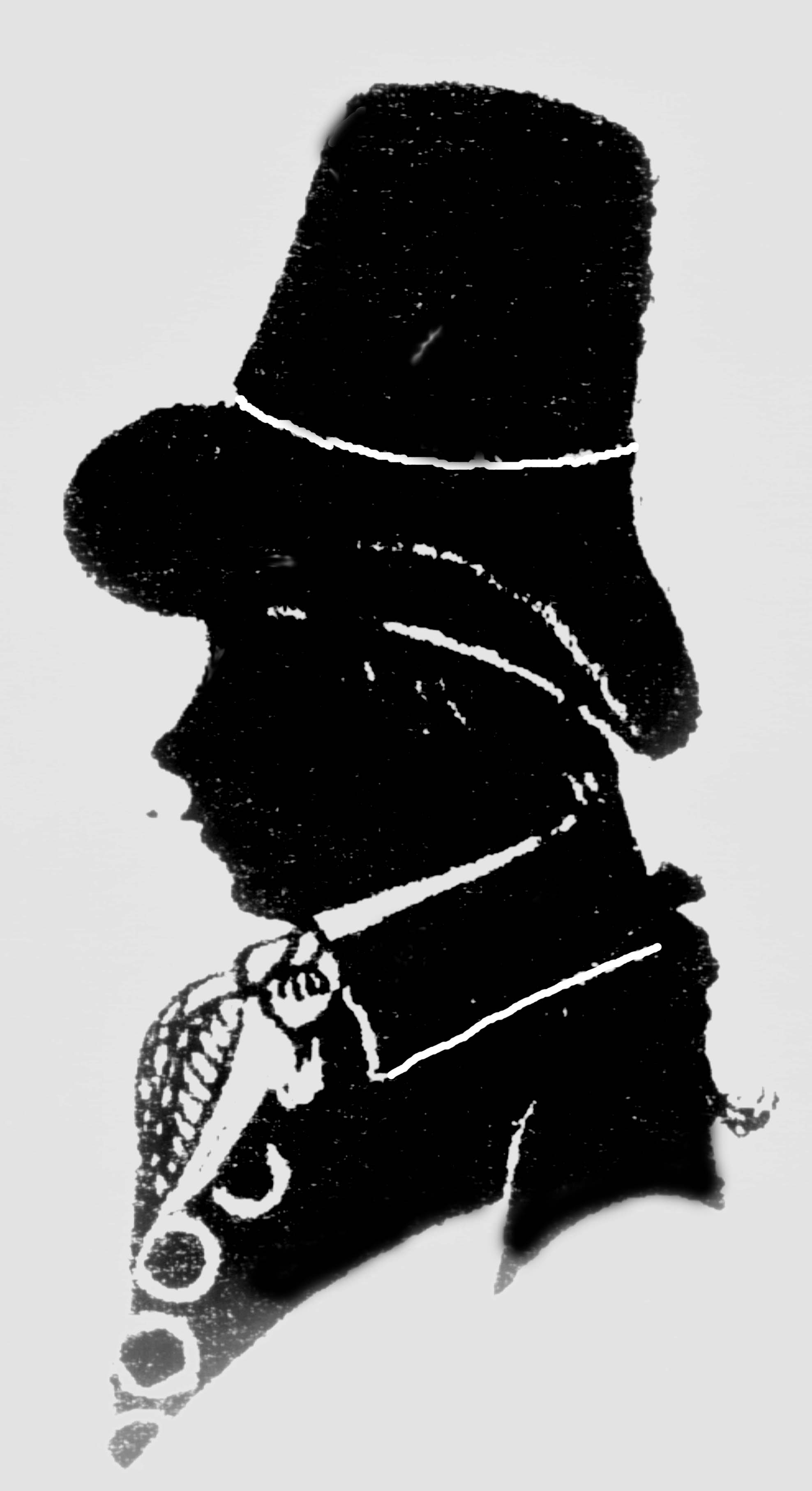
Peter Schmidt zur Eich

## Die Bürgerhäuser

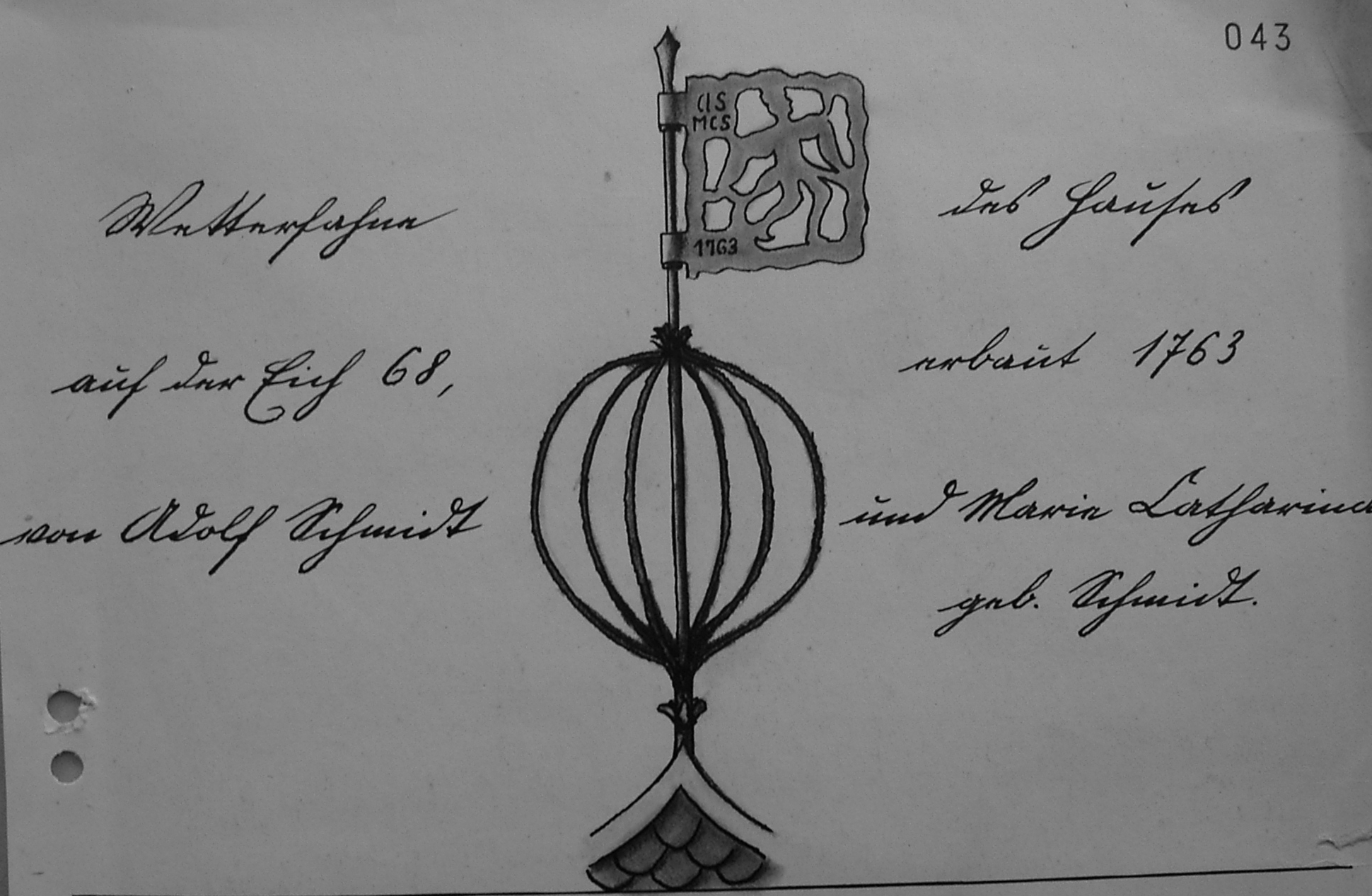
Darstellung der Wetterfahne auf dem Haus Eich 8

Die Häuser Nr. 6 und 8 an der Eich sind die sogenannten „Bürgerhäuser“, die seit 2009 hauptsächlich von der Musikschule Wermelskirchen genutzt werden. Außerdem befinden sich hier ein Saal für Ratssitzungen, ein Trauzimmer und die sogenannte „Querbacher Stube“ der Querbacher Heimatgruppe. Das Haus Nr. 8 wurde 1763 von Adolph Schmidt, Schmied und Zollpächter, nach dem großen Stadtbrand von 1758 erbaut. Er war der Vater von Peter Schmidt (siehe obenstehende Abbildung). Auf der Wetterfahne standen die Buchstaben AS (für Adolph Schmidt) und MCS (für Maria Catherina Schmidt, seine Ehefrau) sowie die Jahreszahl 1763. An der Eingangspforte erinnert eine Gedenktafel, dass in diesem Haus auch der Begründer des Schlossbauvereins – Julius Schumacher (1827–1902) – gewohnt hat und ihm maßgeblich der Wiederaufbau von Schloss Burg zu verdanken ist.

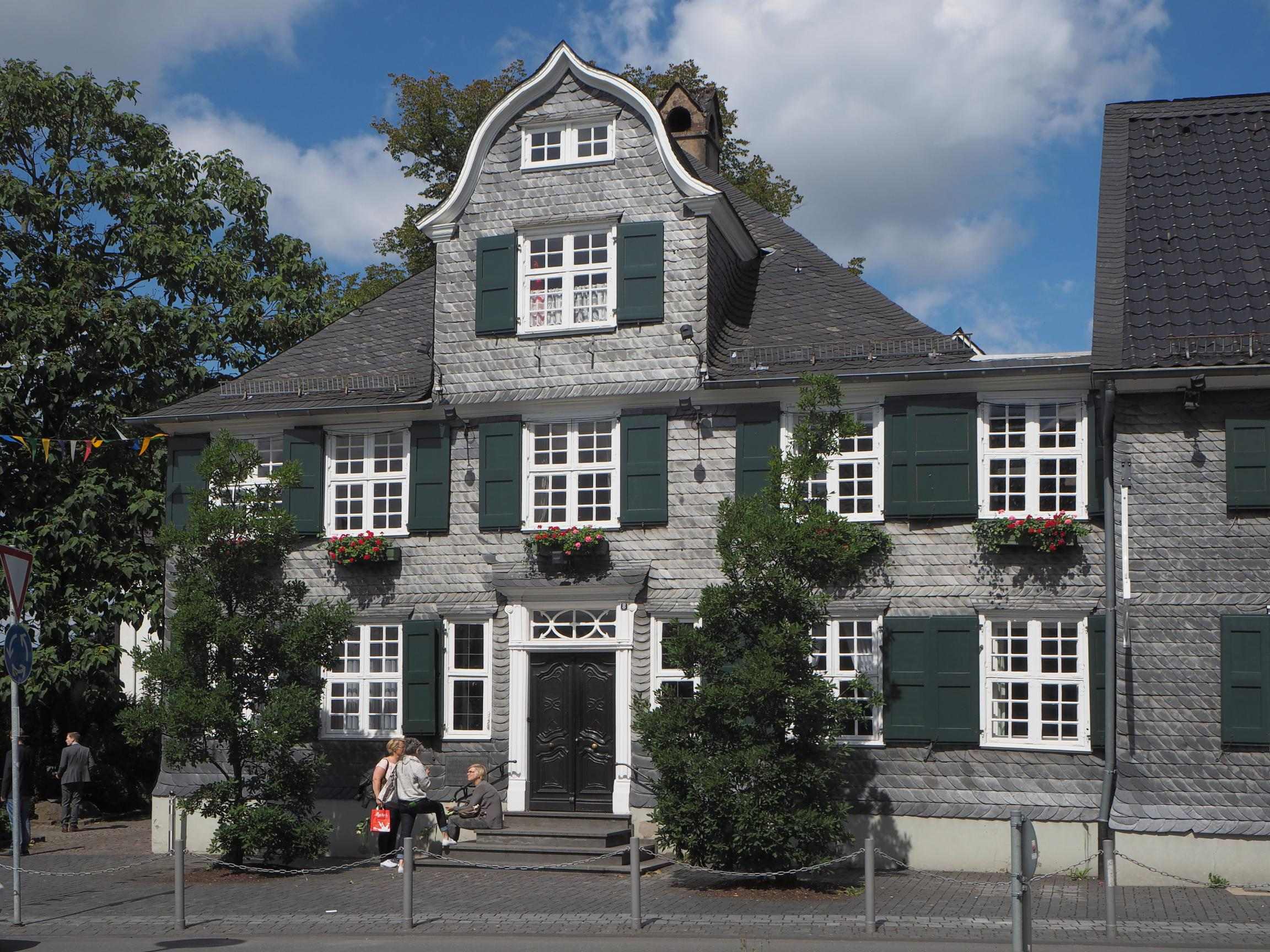
Musikschule Eich 8
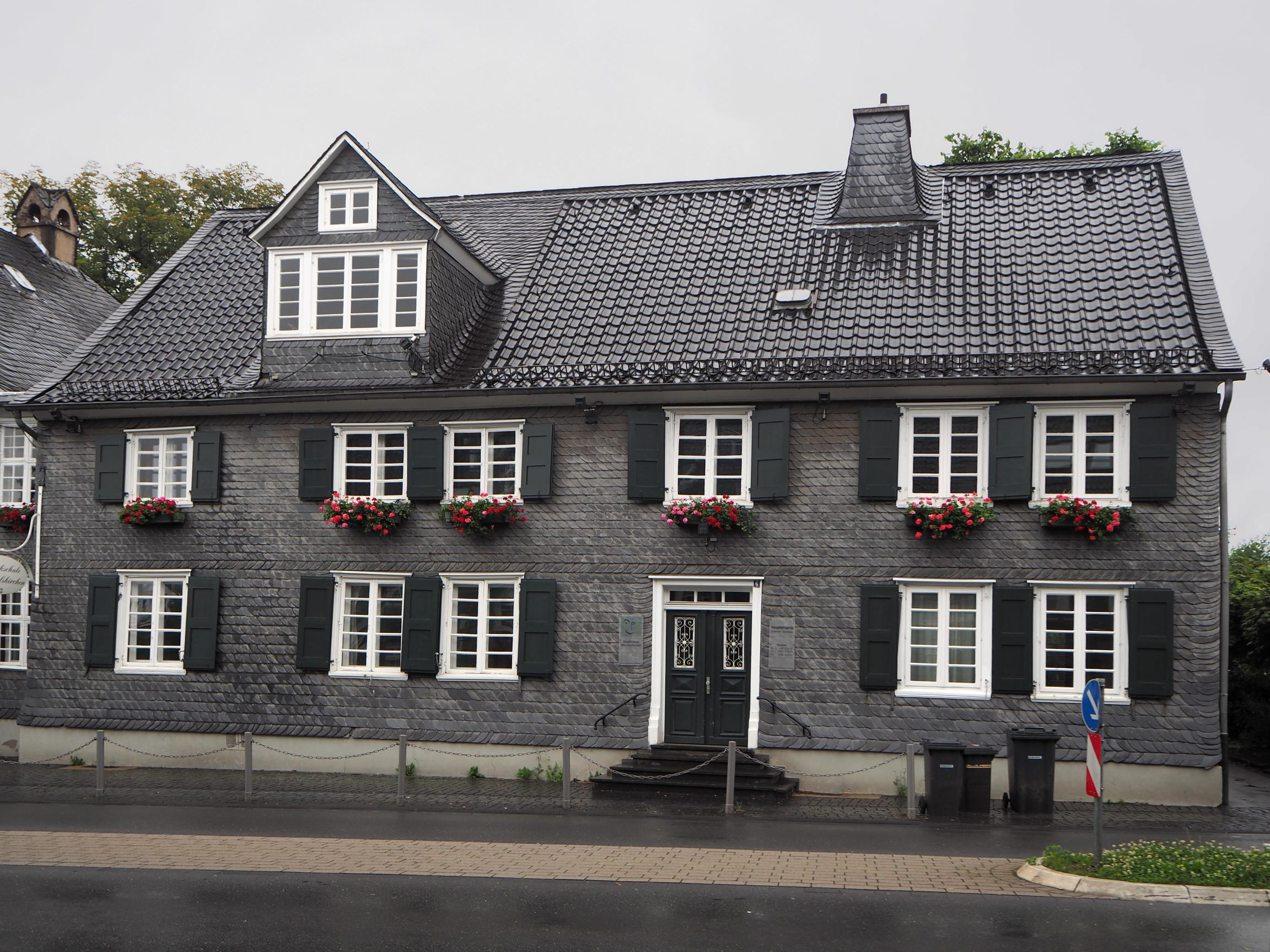
Musikschule Eich 6

## Auel Brass Hötte

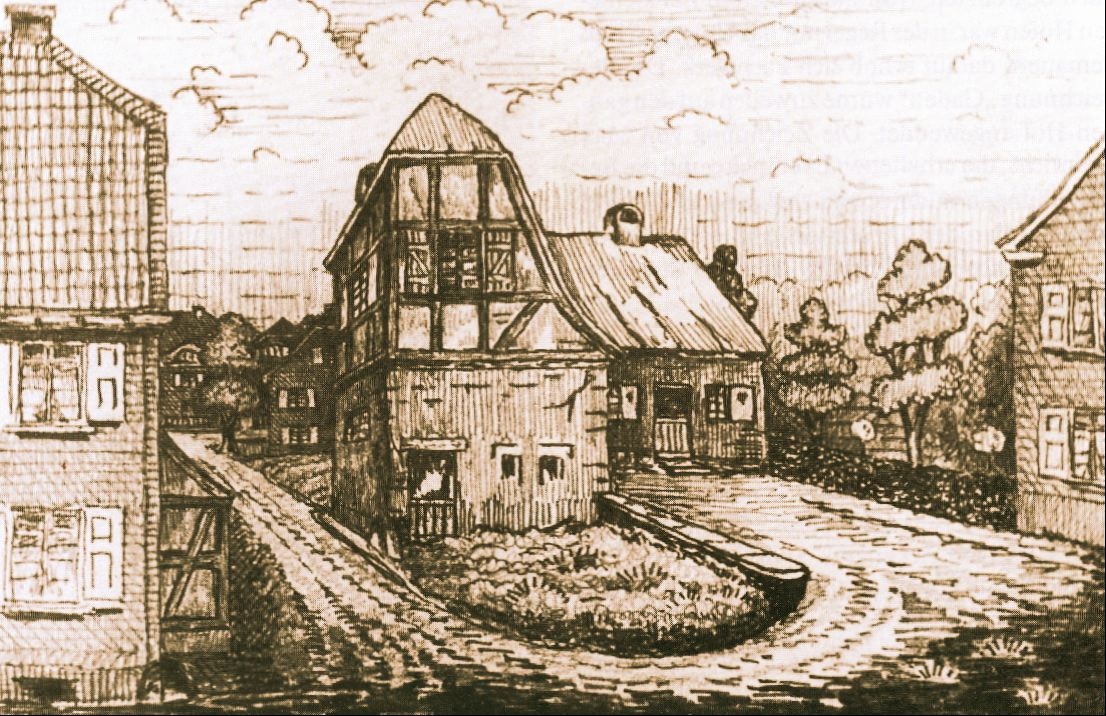
Die „Auel Brass Hötte“, Zeichnung des Architekten Max Heinrichs, ca. 1920

An der Eich befanden sich einige kleine verwinkelte Gassen mit kleinen Häuschen, die z. T. „Hütte“ genannt wurden, darunter auch die sogenannte „Auel Brass Hötte“. Dabei steht mundartlich „Auel“ für hochdeutsch „alt“ und „Hötte“ für „Hütte“. Das Wort „Brass“ bezeichnet den Besitzer, die Familie Brass. Diese Familie besaß das große Gaddemer Gut am Markt in Wermelskirchen und seit 1662 ein Haus an der damaligen Kenkhauser Gasse (in der heutigen Telegrafenstraße am Platz der heutigen Nr. 5). Dieses Haus wurde 1806 von Johann Brass an die Witwe des Peter Arnold vom Stein verkauft; entsprechend wird die Witwe im Urkataster von 1828 als Eigentümerin genannt. Wegen seiner absonderlichen Dachform nannte man das Gebäude mundartlich „dat Schriefpolt“, hochdeutsch „das Schreibpult“.
Noch 1818, bei der Erbteilung Brass, wurde das „Land bei den Eichhäusern“ aufgeführt. Der Architekt Max Heinrichs, Sohn von Peter Joseph Heinrichs, dem ersten Stadtchronisten von Wermelskirchen, fertigte um 1920 eine Zeichnung nach Erinnerung aus seiner Kindheit.

## Waschteich der Eich am Säulenstiel
Hinter der ehemaligen Bahntrasse, der heutigen Dellmannstraße, lag früher ein großer Teich, der als Waschteich diente. An seinem Rand standen drei z. T. überdachte Stege, auf denen Hausfrauen knieten, um Wäsche zu waschen. Als im Jahre 1857 der Carl Wilh. Dorfmüller und die Geschwister Gottl. vom Stein mehrere Parzellen als Wasch- und Bleichplatz verkauften, wurde das Gebiet kartiert. Diese Karte des Teiches hat sich bis heute erhalten. Noch 1911 wurde der Teich in eine Karte von „Schumachers Park“ eingezeichnet.